# Chris Quinn
Christopher James Quinn, detto Chris (New Orleans, 27 settembre 1983), è un ex cestista e allenatore di pallacanestro statunitense.

## Palmarès
- Eurocup: 1

Chimki: 2011-12